# Heteropterys macradena
Heteropterys macradena là một loài thực vật có hoa trong họ Malpighiaceae. Loài này được (DC.) W.R.Anderson mô tả khoa học đầu tiên năm 1981.